# Orazio Pollarolo iuniore
Orazio Pollarolo iuniore, anche indicato come Pollaroli o Polaroli, (Brescia, ca. 1695 – Brescia, 1765) è stato un compositore e organista italiano.

## Biografia
Succedette al padre Paolo, figlio di Orazio e fratello minore del più noto Carlo Francesco, come organista e maestro di cappella della Chiesa di San Francesco d'Assisi a Brescia, ricoprendo l'incarico dal 1726 al 1752, e della Chiesa dei Santi Nazario e Celso dal 1737 al 1741 presso cui dal 1735 si radunava anche la Società di San Giovanni Nepomuceno e in Santa Maria in Calchera".
Dal 1742 al 1762 prestò servizio come maestro di musica presso la Casa di Dio di quella città. Le sue Cantate musicali, scritte per l'inaugurazione del nuovo podestà M. A. Cavalli, lo citano come maestro di cappella dell'Accademia degli Erranti di Brescia dal 1736 al 1742.
Le Messe concertate del 1740, conservate presso il Duomo di Brescia, furono date alle stampe come op. 2. Fornì anche musica alle Convertite della Carità, almeno nel periodo 1750–52, e fu organista della Congregazione della Pace dal 1730 al 1744 (dove fu notato e apprezzato da Benedetto Marcello tra il 1738 e il 1739). Di lui si conoscono due opere: l'Orlando furioso (Mantova, 1725) e Il Venceslao (Mantova, 1728 e Brescia, 1729). Il compositore Ferdinando Bertoni fu un suo allievo di spicco.
Un suo ritratto è presente nella collezione di Padre Martini al Museo internazionale e biblioteca della musica di Bologna.

## Opere

### Musica sacra
- Salmi per tutto l’anno a quattro voci con il basso per l’organo e violini se piace, Op. 1 (Brescia, Marco Vendramin, 1738), ritenuta perduta e ritrovata da Mariateresa Dellaborra e Maria Cecilia Farina nel 2016 presso l'Archivio arcivescovile di Pavia[8][9]
- Messe concertate a quattro voci… con violini, Op. 2 (Brescia, 1740)

### Cantate
- Tre cantate a due voci (Brescia, Giovanni Maria Rizzardi, 1727)[2]

### Drammi per musica
- L'Artabano, pasticcio con musiche di Antonio Vivaldi e altri (Mantova, Teatro Arciducale, carn. 1725)[10]
- Orlando furioso (Mantova, Teatro Arciducale, carn. 1725)[11]
- Il Venceslao (Mantova, Teatro Arciducale, carn. 1728)[12]
- Il Venceslao (Brescia, 1729)[13]